# سيمون بولدوك
سيمون بولدوك (بالفرنسية: Simon Boulduc)‏ هو صيدلي، ومعالج بالأعشاب، وكيميائي، عضو في الحديقة الملكية للنباتات الطبية من 1695 إلى 1729، وذلك بعد أن كان مُحاضرًا من 1686 إلى 1695، وهو صيدلي في بلاط الملك ونبلاء أوروبا.